# Ariel Graziani
Ariel Graziani (Empalme Villa Constitución, 7 de junho de 1971) é um ex-futebolista argentino naturalizado equatoriano que atuava como atacante.

## Carreira
Ariel Graziani integrou a Seleção Equatoriana de Futebol na Copa América de 1999.